# كأس العالم للكريكيت 2003
كأس العالم للكريكيت 2003 (بالإنجليزية: 2003 Cricket World Cup)‏ هو الموسم 8 من  كأس العالم للكريكيت. أقيم خلال الفترة 2003 وحتى 23 مارس 2003، وأشرف على تنظيمه المجلس الدولي للكريكيت، وكان عدد الأندية المشاركة فيه  14. 